# AN/APG-83
AN/APG-83 Scalable Agile Beam Radar (SABR) 是諾斯洛普·格魯曼一款主要為F-16所設計的全效射控雷達。SABR為諾格公司開發的多功能電子掃描陣列雷達（AESA），全名為可變敏捷波束雷達（Scalable Agile Beam Radar），而AN/APG-83為美軍制式編號。 在2013年美國所提出的美國空軍及中華民國空軍F-16性能提昇計畫中，洛克希德馬丁選擇了SABR雷達。其為整個計畫的核心，讓原本使用傳統機械式雷達系統的F-16取得電子掃描陣列雷達能力，能大幅強化現有F-16的軟硬體抗干擾能力及降低故障率。
在2012年，SABR在美國愛德華空軍基地開始試驗，其被安裝在的一台美國空軍所屬F-16上，並進行了17次連續驗證飛行，整個過程中沒有發生穩定性或冷卻問題。

## 衍生型號
2016年，美國空軍為B-1槍騎兵戰略轟炸機進行性能提升，使用的是基於SABR所開發的 AN/APG-83 SABR-GS（Global Strike）。

## 研發過程
2012年5月9日，搭載於BAC-111平台進行空中試驗。
2013年8月1日，被選定為美国空军F-16及中華民國空軍F-16 Block 20升級雷達。
2014年9月24日，試驗機（EMD：Engineering, Manufacturing and Development）設計審查完畢。
2014年12月12日，交付試驗機樣品。
2015年2月2日，開始生產。
2015年10月16日，中華民國空軍搭載APG-83的F-16V進行首次飛行。
2018年10月19日，首架由F-16 Block 20升級的F-16V戰機交付中華民國空軍。

## 外部連結
- Northrop Grumman SABR Radar
- F-16 Radar Retrofit Program In Development – Aviation Week[]
- SABR/Scalable Agile Beam Radar – Deagel.com （页面存档备份，存于）